# Wettelijke vakantiedagen
Wettelijke vakantiedagen zijn de vakantiedagen waar een werknemer op basis van de wet recht op heeft. Naast wettelijke vakantiedagen, bestaan er ook bovenwettelijke vakantiedagen. Of men recht heeft op bovenwettelijke vakantie en hoeveel dagen, staat vastgelegd in een arbeidsovereenkomst of cao.
Het gemiddeld aantal vakantiedagen (wettelijk + bovenwettelijk) in Nederland is 25,6 dagen per jaar.
In België bouwt een werknemer wettelijke vakantiedagen op vanuit het vorige kalenderjaar, dit wordt het vakantiedienstjaar genoemd. Mensen die in het vakantiedienstjaar voltijds hebben gewerkt (vijf dagen per week) hebben recht op 20 vakantiedagen. Werknemers die zes dagen per week werken, hebben recht op 24 vakantiedagen. Hier bovenop hebben werknemers in België ook nog 10 wettelijke feestdagen.

## Nederland

### Wettelijke vakantiedagen
In Nederland is wettelijk vastgesteld in artikel 7:634 van het Burgerlijk Wetboek dat een werknemer ieder jaar aanspraak maakt op vakantie van ten minste viermaal de overeengekomen arbeidsduur per week of, als de overeengekomen arbeidsduur in uren per jaar is uitgedrukt, van ten minste een overeenkomstige tijd. Bij een voltijds dienstverband komt dit neer op 20 vakantiedagen per jaar. Gedurende de vakantiedagen wordt het salaris doorbetaald. 
Het wettelijk minimum is overeenkomstig artikel 7 van de Arbeidstijdrichtlijn van de EU, waar is vastgelegd dat lidstaten ten minste vier weken vakantie moeten toekennen. In de EU-richtlijn is tevens vastgesteld dat de minimumperiode van de jaarlijkse vakantie met behoud van loon niet door een financiële vergoeding kan worden vervangen, behalve in geval van beëindiging van het dienstverband.
Voor het opnemen van wettelijke vakantiedagen tijdens ziekte moet de werkgever de instemming van de werknemer vragen voordat deze dagen als vakantiedagen aangemerkt kunnen worden.

### Bovenwettelijke vakantiedagen
Artikel 7:634 is dwingend recht, in arbeidsovereenkomsten mag daar niet van worden afgeweken. Omdat de wet een minimum aantal vakantiedagen voorschrijft mogen in arbeidsovereenkomsten wel meer vakantie staan. Die eventuele meerdere vakantiedagen worden ‘bovenwettelijke vakantiedagen’ genoemd. Gemiddeld worden vijf bovenwettelijke vakantiedagen overeengekomen bij een voltijddienstverband. Bij schriftelijke overeenkomst is mogelijk de ‘bovenwettelijke vakantiedagen’ uit te betalen. Werkgever en werknemer kunnen in het arbeidscontract afspreken dat de werknemer bij ziekte bovenwettelijke vakantiedagen inlevert (art. 7:637 lid 2 BW).

### Vervaltermijnen
De vervaltermijn voor de wettelijke vakantiedagen is een half jaar. Als een werknemer niet in staat is geweest om zijn wettelijke vakantiedagen op te kunnen nemen geldt de vervaltermijn van zes maanden niet. Dit is bijvoorbeeld het geval als de werkgever de werknemer niet in staat gesteld heeft de dagen op te nemen of de werknemer langdurig arbeidsongeschikt geweest is (artikel 640a BW). Voor bovenwettelijke vakantiedagen is de vervaltermijn vijf jaar (artikel 642 BW).

### Minimaal twee weken vakantie
Volgens artikel 7:638 BW is de werkgever verplicht de werknemer elk jaar in de gelegenheid te stellen om zijn vakantie op te nemen. Is er niets geregeld (over bijvoorbeeld de periode waarin de vakantie kan worden opgenomen), dan wordt de vakantie vastgesteld naar de wensen van de werknemer (tenzij gewichtige redenen zich daar tegen verzetten). In geval van gewichtige redenen wordt de vakantie, voor zover de werknemer verlangt, door de werkgever zo vastgesteld dat de werknemer minimaal twee weken vakantie opneemt. Dit kunnen twee opeenvolgende weken zijn, dan wel tweemaal een week.

### Vakantiedagen per branche
In het onderwijs hebben werknemers gemiddeld de meeste vakantiedagen. In het Voortgezet Onderwijs hebben voltijds werknemers 60 vakantiedagen per jaar. In het primair onderwijs hebben werknemers 428 uur vakantieverlof, inclusief 8 feestdagen, oftewel 53,5 dagen per jaar. Exclusief doordeweekse feestdagen komt dit uit op gemiddeld 47,5 vakantiedagen per jaar. In de Bouw & Infra branche hebben bouwplaatsmedewerkers 45 vrije dagen (vakantiedagen + roostervrije dagen) en UTA-medewerkers 40 vrije dagen per jaar. In de horeca hebben werknemers 25 vakantiedagen per jaar bij een voltijds dienstverband.

### Geschiedenis
Sinds 1 oktober 1966 is een wettelijke regeling van de vakantie met behoud van loon van kracht. De regeling werd destijds vastgelegd in de artikelen 1638bb-1638mm van het toenmalige Burgerlijk Wetboek. De op 1 oktober 1966 in werking getreden Wet van 14 juli 1966 (Staatsblad 1966, 290) kent een lange voorgeschiedenis. In september 1955 stuurde de minister van Sociale Zaken een voorontwerp van wet tot wettelijke regeling van de vakantie met behoud van loon voor advies aan de Sociaal-Economische Raad. In de juni vergadering van 1957 stelde de raad zijn advies vast. In april 1963 werd vervolgens een ontwerp van wet bij de Tweede Kamer ingediend. Het duurde nog drieënhalf jaar voordat de wet in werking trad en het recht op vakantie onderdeel werd van het wettelijke arbeidsovereenkomstenrecht. Eerder bestonden op brede schaal regelingen op vrijwillige basis, met name in CAO’s en verordeningen van bedrijfschappen. Ook het College van Rijksbemiddelaars stelde enkele keren een vakantieregeling vast. In de wetgeving is zo veel mogelijk aansluiting gezocht bij de toen bestaande vrijwillige regelingen. Als overwegingen om te komen tot een wettelijke regeling noemde de toenmalige minister van Justitie in de memorie van toelichting het waarborgen van een minimumvakantie en het voorkomen dat Nederland door het achterwege laten van een wettelijke regeling hoe langer hoe meer in een uitzonderingspositie zou komen te verkeren. In de wet van 1966 was de vakantie die de werknemers ten minste moest worden verleend, gesteld op twee weken voor volwassen werknemers en drie weken voor werknemers jonger dan 18 jaar. In 1977 is deze termijn gewijzigd in respectievelijk drie weken voor volwassen werknemers en vier weken voor werknemers jonger dan 18 jaar (Staatsblad 1971, 379). In 1988 wordt de termijn nogmaals gewijzigd. Met ingang van 1 augustus van dat jaar wordt de vakantie gesteld op ten minste vier weken voor alle werknemers, de periode die ook in de huidige wet is opgenomen, en vervalt de bijzondere behandeling van werknemers jonger dan 18 jaar. Na de Vaststellingswet zijn de artikelen neergelegd in de artikelen 634-642 en 645 van het Burgerlijk Wetboek 7.10.

## Wereld
De Europese Unie schrijft in artikel 7 van de Arbeidstijdrichtlijn De toegang tot het recht van de Europese Unie een minimum vakantie van vier weken voor. De minimumperiode van de jaarlijkse vakantie met behoud van loon kan niet door een financiële vergoeding worden vervangen, behalve in geval van beëindiging van het dienstverband.
Op andere continenten is het aantal wettelijke vakantiedagen meestal veel minder, bijvoorbeeld in de Verenigde Staten waar er geen enkel recht bestaat op wettelijke vakantiedagen.
| Land | EU-lidstaat | Wettelijke vakantiedagen | Wettelijke feestdagen¹ | Totaal vrije dagen |
| --- | ----------- | ------------------------ | ---------------------- | ------------------ |
| Argentinië | –           | 20                       | 15                     | 35                 |
| België | ×           | 20                       | 10                     | 30                 |
| Bolivia | –           | 25                       | 12                     | 37                 |
| Brazilië | –           | 22                       | 11                     | 33                 |
| Chili | –           | 15                       | 14                     | 29                 |
| Colombia | –           | 15                       | 18                     | 33                 |
| Cyprus | ×           | 20                       | 15                     | 35                 |
| Denemarken | ×           | 25                       | 11                     | 34                 |
| Duitsland | ×           | 20²                      | 09                     | 29                 |
| Ecuador | –           | 15                       | 09                     | 24                 |
| Engeland | –           | 28                       | 08                     | 36                 |
| Filipijnen | –           | 05                       | 14                     | 19                 |
| Finland | ×           | 25                       | 10                     | 35                 |
| Frankrijk | ×           | 25                       | 11                     | 36                 |
| Hongarije | ×           | 23                       | 08                     | 31                 |
| India | –           | 12                       | 18                     | 30                 |
| Indonesië | –           | 12                       | 14                     | 26                 |
| Ierland | ×           | 20                       | 09                     | 29                 |
| Italië | ×           | 20                       | 11                     | 31                 |
| Japan | –           | 10 - 20³                 | 15                     | 25 - 35            |
| Kroatië | ×           | 20                       | 11                     | 31                 |
| Letland | ×           | 20                       | 10                     | 30                 |
| Libanon | –           | 15                       | 16                     | 31                 |
| Litouwen | ×           | 20                       | 12                     | 32                 |
| Luxemburg | ×           | 25                       | 10                     | 35                 |
| Maleisië | –           | 16                       | 14                     | 30                 |
| Malta | ×           | 24                       | 14                     | 38                 |
| Mexico | –           | 16                       | 07                     | 23                 |
| Nederland | ×           | 20                       | 0                      | 20                 |
| Noorwegen | –           | 21                       | 10                     | 31                 |
| Oostenrijk | ×           | 25                       | 13                     | 38                 |
| Peru | –           | 22                       | 12                     | 34                 |
| Polen | ×           | 20                       | 12                     | 32                 |
| Portugal | ×           | 22                       | 12                     | 34                 |
| Republiek China (Taiwan) | –           | 15                       | 13                     | 28                 |
| Roemenië | ×           | 20                       | 13                     | 33                 |
| Singapore | –           | 14                       | 11                     | 25                 |
| Slowakije | ×           | 20                       | 15                     | 35                 |
| Slovenië | ×           | 20                       | 14                     | 34                 |
| Spanje | ×           | 22                       | 12                     | 34                 |
| Zuid-Afrika | –           | 15                       | 12                     | 27                 |
| Zuid-Korea | –           | 19                       | 15                     | 34                 |
| Tsjechië | ×           | 20                       | 12                     | 32                 |
| Turkije | –           | 17                       | 14,5                   | 31,5               |
| Venezuela | –           | 24                       | 14                     | 38                 |
| Verenigd Koninkrijk | –           | 28                       | 0                      | 28                 |
| Verenigde Staten | –           | 0                        | 10                     | 10                 |
| Vietnam | –           | 14                       | 09                     | 23                 |
| Zweden | ×           | 25                       | 13                     | 38                 |
| ¹ Regionale feestdagen zijn niet meegerekend. ² Alleen werknemers met een zesdaagse werkweek hebben aanspraak op 24 vakantiedagen. ³ Afhankelijk van de duur van het dienstverband, na 6,5 jaar is het maximum aan vakantiedagen bereikt. |             |                          |                        |                    |